# Liste der Kulturdenkmale in Polditz
In der Liste der Kulturdenkmale in Polditz sind die Kulturdenkmale des Leisniger Ortsteils Polditz verzeichnet, die bis Mai 2023 vom Landesamt für Denkmalpflege Sachsen erfasst wurden (ohne archäologische Kulturdenkmale). Die Anmerkungen sind zu beachten.
Diese Aufzählung ist eine Teilmenge der Liste der Kulturdenkmale in Leisnig.

## Polditz
| Bild                                    | Bezeichnung | Lage               | Datierung | Beschreibung | ID       |
| --------------------------------------- | --- | ------------------ | --- | --- | -------- |
| Weitere Bilder                          | Altleisnigkirche mit Ausstattung, Kirchhofsmauer, Kriegerdenkmal für die Gefallenen des Krieges 1870/1871 und Kriegerdenkmal für die Gefallenen des Ersten Weltkrieges sowie Erbbegräbnisse der Familien Daweritz/Bohrisch und Müller/Anders | Polditz (Karte)    | 1863–1865 (Kirche); 1868 (Orgel); 1880 gestiftet (Altar); nach 1871 (Kriegerdenkmal); nach 1918 (Kriegerdenkmal) | Orts- und landschaftsprägend, von orts-, kirchen- und baugeschichtlichem Wert. Evangelische Altleisnigkirche. Große Saalkirche im Rundbogenstil, 1863–1865 nach Brand des Vorgängerbaus jenseits der Mulde von Baumeister Anton Schuricht aus Leisnig erbaut. Restaurierung seit 1987. Putzbau mit kurzen Kreuzarmen und eingezogenem polygonalem Chor. Im Chorpolygon ungewöhnlich hohe Rundbogenfenster. - Kirche: Stattlicher Westturm mit Zeltdach, 1980 in der Höhe reduziert, an der Westseite Rundbogenportal mit Dreiviertelsäulen. Das Innere durch die rekonstruierte Fassung mit vorherrschendem rötlichen Ton sowie Verwendung von kannelierten Eisensäulen mit Kompositkapitellen bestimmt. Der weite, helle Saal mit Muldengewölbe, Rundbogen zum Chor mit Gratgewölbe. Zweigeschossige Emporen an drei Seiten. An der Chornord- und -südwand vollständig verglaste, dreigeschossige Logen. Unter der Orgelempore 1933 eingezogene Wand, dahinter die schlichte Winterkirche. - Ausstattung: Altar mit hohem Holzkreuz, umgeben von Akanthusranken, Stiftung von 1880. Kanzel mit polygonalem Korb und Schalldeckel an der Chorsüdseite. Orgel von Ladegast, mit Gehäuse in neuromanischen Formen von 1868, restauriert durch Scheffler 1996, bedeutende romantische Orgel für Sachsen. - Kriegerdenkmal: Obelisk 1870/71, dahinter Tafeln mit Namen der Gefallenen des Ersten Weltkrieges Der Denkmalwert von Kirche und Ausstattung ergibt sich aus der baugeschichtlichen, künstlerischen, ortsgeschichtlichen und ortsbildprägenden Bedeutung. Nordöstlich der Kirche befindet sich der gleichzeitig mit der Kirche angelegte Friedhof, welcher durch eine Bruchsteinmauer eingefriedet wird (außer Südseite). Auf dem Friedhof steht nahe dem Eingang das Kriegerdenkmal für die Gefallenen des Ersten Weltkrieges, dessen Denkmalwert sich aus der ortsgeschichtlichen Bedeutung ableitet. Zwei Erbbegräbnisse sind denkmalwürdig auf Grund ihrer hervorgehobenen Gestaltung: - Grabmal der Familien Daweritz und Bohrisch aus Doberschwitz - Grabmal Familie Curt Ernst Müller (verst. 1955) und U. R. Anders, ein Wandgrab aus Rochlitzer Porphyrtuff | 09208167 |
| Direkt Bild zu diesem Denkmal hochladen | Häuslerhaus | Polditz 25 (Karte) | Um 1750 | Weitestgehend originales Häusleranwesen mit alter Fachwerkkonstruktion im Obergeschoss, ortsbildprägend, baugeschichtlich von Bedeutung. Erdgeschoss massiv, Obergeschoss Fachwerk, kleine Fenster, Fachwerk intakt mit Thüringer-Leiter-Motiv, Frackdach. Häuslerhaus, vermutlich Mitte des 18. Jahrhunderts erbaut, giebelseitig und traufseitig erweitert. Zweigeschossiges kleines Fachwerkhaus mit massivem Erdgeschoss (unterfahren), zweiriegligem Fachwerk mit gezapften Streben im Obergeschoss. Rähm des Erdgeschosses und Schwelle sind breit ausgebildet. Hausabschluss durch Satteldach (durch traufseitige Erweiterung Frackdach). Einziges noch weitgehend original erhaltenes Häusleranwesen des Ortes, woraus sich der bau- und sozialgeschichtliche Wert des Hauses ableitet. | 09208168 |

## Tabellenlegende
- Bild: Bild des Kulturdenkmals, ggf. zusätzlich mit einem Link zu weiteren Fotos des Kulturdenkmals im Medienarchiv Wikimedia Commons. Wenn man auf das Kamerasymbol klickt, können Fotos zu Kulturdenkmalen aus dieser Liste hochgeladen werden:
- Bezeichnung: Denkmalgeschützte Objekte und ggf. Bauwerksname des Kulturdenkmals
- Lage: Straßenname und Hausnummer oder Flurstücknummer des Kulturdenkmals. Die Grundsortierung der Liste erfolgt nach dieser Adresse. Der Link (Karte) führt zu verschiedenen Kartendiensten mit der Position des Kulturdenkmals. Fehlt dieser Link, wurden die Koordinaten noch nicht eingetragen. Sind diese bekannt, können sie über ein Tool mit einer Kartenansicht einfach nachgetragen werden. In dieser Kartenansicht sind Kulturdenkmale ohne Koordinaten mit einem roten bzw. orangen Marker dargestellt und können durch Verschieben auf die richtige Position in der Karte mit Koordinaten versehen werden. Kulturdenkmale ohne Bild sind an einem blauen bzw. roten Marker erkennbar.
- Datierung: Baubeginn, Fertigstellung, Datum der Erstnennung oder grobe zeitliche Einordnung entsprechend des Eintrags in der sächsischen Denkmaldatenbank
- Beschreibung: Kurzcharakteristik des Kulturdenkmals entsprechend des Eintrags in der sächsischen Denkmaldatenbank, ggf. ergänzt durch die dort nur selten veröffentlichten Erfassungstexte oder zusätzliche Informationen
- ID: Vom Landesamt für Denkmalpflege Sachsen vergebene, das Kulturdenkmal eindeutig identifizierende Objekt-Nummer. Der Link führt zum PDF-Denkmaldokument des Landesamtes für Denkmalpflege Sachsen. Bei ehemaligen Kulturdenkmalen können die Objektnummern unbekannt sein und deshalb fehlen bzw. die Links von aus der Datenbank entfernten Objektnummern ins Leere führen. Ein ggf. vorhandenes Icon  führt zu den Angaben des Kulturdenkmals bei Wikidata.